# Cigarettes After Sex
Cigarettes After Sex é uma banda norte-americana de dream pop, formada no ano de 2008 em El Paso por Greg Gonzalez. A banda é conhecida por seu estilo musical etéreo, limerente e muitas vezes onírico, letras frequentemente baseadas em temas de romance e amor, bem como a voz de Gonzalez, que foi descrita como "andrógina".

## História
Cigarettes After Sex foi formada em El Paso, Texas, em 2008. Gonzalez gravou o primeiro EP numa escadaria de quatro andares na sua universidade, Universidade do Texas em El Paso, chamando a experiência de "basicamente um acidente".
Gonzalez mudou-se para Brooklyn, Nova York, onde o single da banda "Affection" foi gravado e lançado em 2015, juntamente com um cover de REO Speedwagon.
Cigarettes After Sex tornou-se popular no YouTube, levando a performances ao vivo em toda a Europa, Ásia e Estados Unidos. A banda então lançou seu álbum de estreia auto-intitulado em 9 de junho de 2017.

## Integrantes

### Membros
- Greg Gonzalez – fundador, cantor principal, guitarra, violão
- Randall Miller – baixo
- Jacob Tomsky – bateria

### Ex-membros
- Phillip Tubbs – teclado, guitarra
- Greg Leah – bateria
- Steve Herrada – teclado
- Emily Davis – violão
- Josh Marcus - teclado

## Discografia

### Álbuns de estúdio[14]
| Álbum                | Detalhes                                                 |
| -------------------- | -------------------------------------------------------- |
| Cigarettes After Sex | - Lançamento: 9 de junho de 2017 - Gravadora: Partisan   |
| Cry                  | - Lançamento: 25 de outubro de 2019 - Gravadora: Tratore |
| X's                  | - Lançamento: 12 de julho de 2024 - Gravadora: Partisan  |

### Singles[14]
| Título                       | Ano  | Álbum                         |
| ---------------------------- | ---- | ----------------------------- |
| "Affection"                  | 2015 | Não adicionado a nenhum álbum |
| "K."                         | 2016 | Cigarettes After Sex          |
| "Apocalypse"                 | 2017 | Cigarettes After Sex          |
| "Each Time You Fall in Love" | 2017 | Cigarettes After Sex          |
| "Sweet"                      | 2017 | Cigarettes After Sex          |
| "Crush"                      | 2018 | Não adicionado a nenhum álbum |
| "Neon Moon"                  | 2018 | Não adicionado a nenhum álbum |
| "Heavenly"                   | 2019 | Cry                           |
| "Falling in Love"            | 2019 | Cry                           |
| "You're All I Want"          | 2020 | Não adicionado a nenhum álbum |
| "Pistol"                     | 2022 | Não adicionado a nenhum álbum |
| "Bubblegum"                  | 2023 | Não adicionado a nenhum álbum |
| "Motion Picture Soundtrack"  | 2023 | Não adicionado a nenhum álbum |
| "Tejano Blue"                | 2024 | X's                           |
| "Dark Vacay"                 | 2024 | X's                           |
| "Baby Blue Movie"            | 2024 | X's                           |